# Syssola
Die 487 km lange Syssola (russisch Сысола, Komi Сыктыв, Syktyw) ist ein linker Nebenfluss der Wytschegda im Nordosten des europäischen Teils von Russland.

## Verlauf
Die Syssola entspringt in knapp 220 m Höhe an der Nordflanke des Nordrussischen Landrückens (Sewernyje Uwaly) im äußersten Norden der Oblast Kirow etwa 70 Kilometer nordwestlich der Stadt Kirs. Sie durchfließt zunächst in vorwiegend nordwestlicher Richtung das zumeist dicht bewaldete Gebiet und erreicht dabei bald das Territorium der Republik Komi. Bei der Einmündung des größeren Nebenflusses Bolschaja Wisinga wendet sich der Fluss in nordnordöstliche Richtung und behält diese bis zur Mündung in die Wytschegda, den größten rechten Nebenfluss der Nördlichen Dwina, bei der Großstadt und Hauptstadt der Republik Komi Syktywkar bei, die seit 1930 nach dem Komi-Namen des Flusses benannt ist (etwa „Stadt am Syktyw“; der frühere russische Name Syssolskoje, später Ust-Syssolsk, war vom russischen Flussnamen abgeleitet, wobei ust von ustje für „Mündung“ steht).
Die wichtigsten Nebenflüsse außer der Bolschaja Wisinga sind Nydym, Lepju und Poinga von rechts, sowie Kom, Tybju, und Malaja (Kleine) Wisinga von links. Die Syssola ist im Unterlauf stellenweise bis knapp 200 m breit und 2 m tief; die Fließgeschwindigkeit beträgt hier 0,5 m/s.

## Hydrographie
Das Einzugsgebiet umfasst 17.200 km². Bei Perwomaiski, 138 km oberhalb der Mündung und unterhalb der Einmündung der Bolschaja Wisinga beträgt die mittlere Durchflussmenge 105 m³/s bei einem Minimum von 31,5 m³/s im März und einem Maximum von 448 m³/s im Mai.
Die Syssola gefriert zwischen Ende Oktober/November und Ende April/Anfang Mai; das folgende Frühjahrshochwasser dauert bis in den Juni an.

## Wirtschaft und Infrastruktur
Der Syssola ist auf 323 Kilometern ab dem Dorf Koigorodok bis zur Mündung schiffbar.
Das Einzugsgebiet des Flusses ist insgesamt dünn besiedelt. Außer der Stadt Syktywkar an der Mündung gibt es unmittelbar am Fluss keine größeren Ortschaften, jedoch flussaufwärts bis zum oberen Mittellauf viele kleine Dörfer. Ab der Einmündung der Bolschaja Wisinga, an der einige Kilometer aufwärts die Siedlung Wisinga liegt, bis Syktywkar folgt die Fernstraße „Wjatka“ in einiger Entfernung dem linken Flussufer. Bei Syktywkar nahe der Mündung überquert die Straße nach Krasnosatonski und weiter die Wytschegda aufwärts auf einer Brücke die Syssola.
Das gesamte Gebiet der Syssola wird vor allem forstwirtschaftlich genutzt. Zu diesem Zweck wurden ab den 1930er Jahren verschiedene Eisenbahnstrecken gebaut: von Süden her eine Breitspurstrecke in der Oblast Kirow, die mit ihren Zweigstrecken den Oberlauf der Syssola erreicht, sowie eine Reihe von Schmalspurbahnen (Spurweite 750 mm) von verschiedenen Dörfern an der Syssola zu den im Hinterland liegenden Holzeinschlaggebieten, wie bei Perwomaiski, Saoserje, Pods und Koigorodok. Diese Bahnen hatten eine maximale Gesamtlänge von mehreren Hundert Kilometern und sind auf kürzeren Abschnitten bis heute in Betrieb.
Bei Eisenbahnbau und Holzeinschlag in diesem Gebiet wurden besonders zwischen den 1930er und 1950er Jahren in großem Umfang Häftlinge der Straflager in Gulag-System eingesetzt, so des SewLag („Nord-Lagers“) mit Verwaltung in Syktywkar und des WjatLag („Wjatka-Lagers“) mit Verwaltung in Rudnitschny, Oblast Kirow.